# Anthrax latifascia
Anthrax latifascia är en tvåvingeart som beskrevs av Walker 1857. Anthrax latifascia ingår i släktet Anthrax och familjen svävflugor. Inga underarter finns listade i Catalogue of Life.